# Dème d'Alexandroúpoli
Le dème d'Alexandroúpoli, en grec moderne : Δήμος Αλεξανδρούπολης / Dímos Alexandroúpolis, est un dème de Macédoine-Orientale-et-Thrace, en Grèce.
Selon le recensement de 2021, la population du dème compte 71 751 habitants.